# Ego Bianchi
Ego Bianchi (Castel Boglione, 18 gennaio 1914 – Cuneo, 19 novembre 1957) è stato un pittore e ceramista italiano.

## Biografia
Dopo la giovinezza trascorsa nell'astigiano e gli studi di pittura avviati all'Accademia Albertina di Torino, contrasse nel 1939 una grave forma di tubercolosi che lo costrinse a frequenti e prolungati ricoveri presso sanatori in Liguria e Piemonte. Fino alla morte, sopravvenuta nel 1957 per un attacco di febbre asiatica, Bianchi risiedette soprattutto a Mondovì e Cuneo insieme alla moglie Dada Rolandone, anch'ella pittrice, contribuendo alla formazione dei pittori Giovanni Gagino, Franco Marro, Tanchi Michelotti e mantenendo al contempo contatti frequenti con gli ambienti artistici di Milano (dove strinse in particolare amicizia con Bruno Cassinari e Aligi Sassu) e della Costa Azzurra.
Bianchi scrisse un diario personale, risalente alla seconda metà degli anni quaranta, del quale è stata pubblicata una selezione di pagine.
A Bianchi è intitolato il liceo artistico di Cuneo.

## Produzione artistica

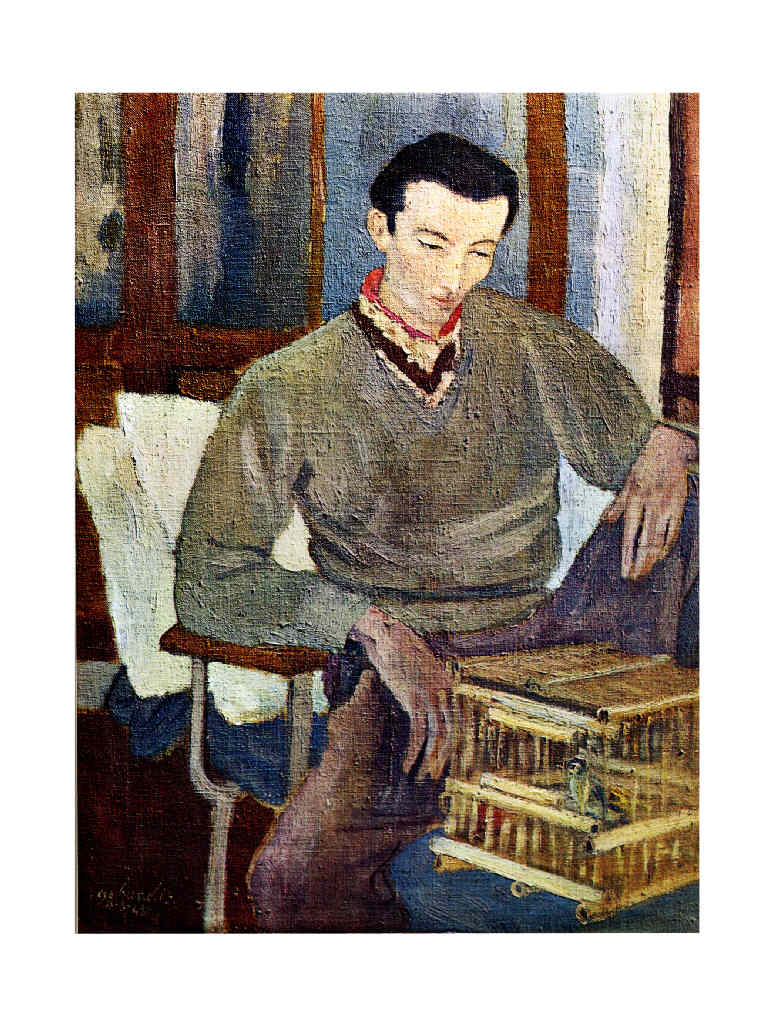
Ego Bianchi, I due prigionieri (1943)

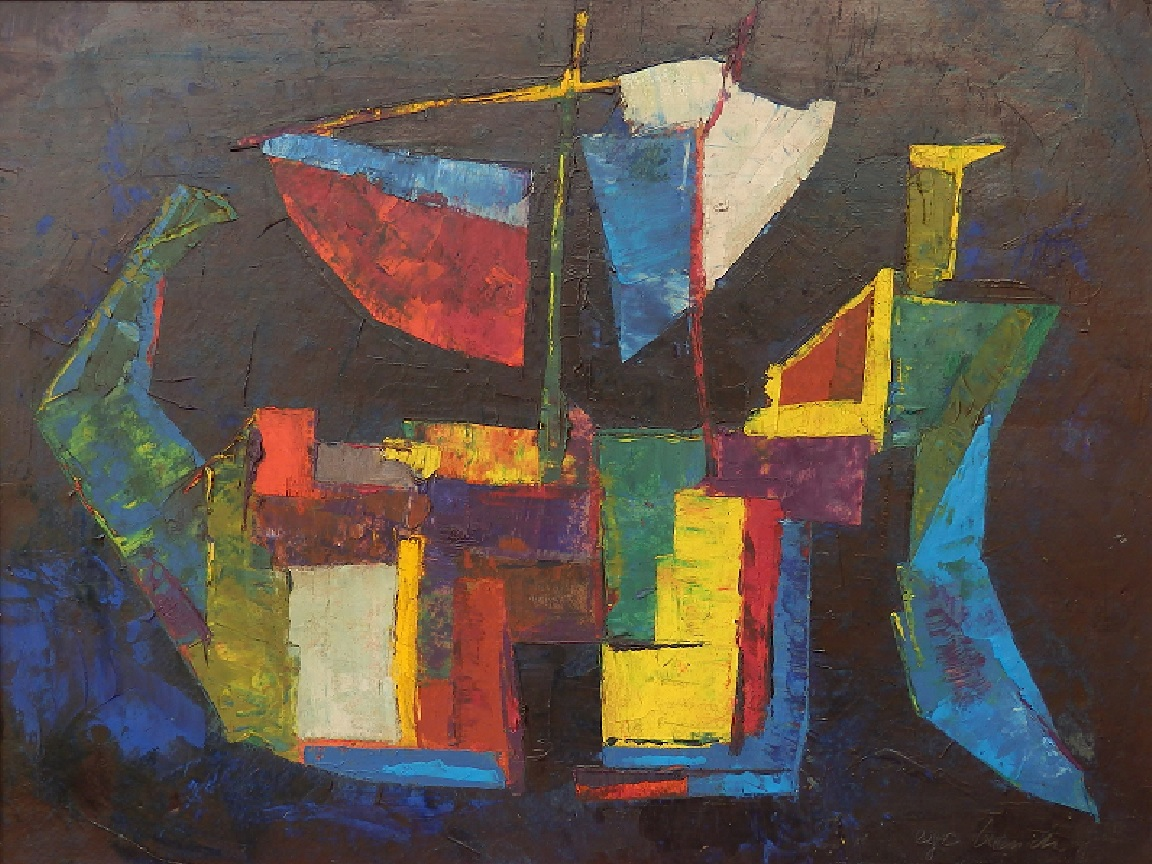
Ego Bianchi, Nave nella notte (1957)

L'esperienza della malattia condizionò fortemente l'opera di Bianchi, sia per quanto riguarda i soggetti – esemplare in tal senso è il malinconico quadro I due prigionieri, dipinto nel corso di un soggiorno in sanatorio – che per la sensibilità generale della sua pittura, dove le atmosfere coloristiche, inizialmente applicate a temi di paesaggio tradizionali, lasciarono progressivamente il posto a visioni fantasmagoriche e febbrili cariche di echi post-impressionistici e cubisti, creando opere definite dall'autore stesso «introspezioniste». Emblematica la serie di Navi astrali realizzata tra il 1956 e il 1957, in cui l'artista sembra voler trascendere i limiti della materialità richiamandosi a mitologie di ascendenza egizia.
Oltre che pittore, fu anche ceramista, con una produzione risalente agli anni cinquanta e realizzata perlopiù nei laboratori di Albisola (presso la Giuseppe Mazzotti Manifattura Ceramiche) e a Vallauris, dove entrò anche in contatto con Pablo Picasso, del quale seguì alcuni corsi in Costa Azzurra.

## Esposizioni
In vita, Bianchi fu invitato alla Biennale di Venezia del 1936, dove espose sedici acqueforti e due olii. Dopo la morte, gli furono dedicate retrospettive nel 2007 (cinquantenario della morte), nel 2010 e nel 2014 (centenario della nascita).

## Opere in collezioni
Opere di Bianchi sono conservate presso la collezione Ferrero di Cuneo e al Museo Giuseppe Mazzotti 1903 di Albissola Marina